# ジョヴァンニ・ヴィオーラ
ジョヴァンニ・ヴィオーラ（Giovanni Viola, 1926年6月20日 - 2008年7月7日）は、イタリア・サン・ベニーニョ・カナヴェーゼ出身の元サッカー選手。元イタリア代表。ポジションはゴールキーパー。

## 経歴

### クラブ
ルチーディオ・センティメンティの後継者として、レンタル移籍から帰還した1949年からユヴェントスの守護神を務め、1958年に退団するまで3度のスクデットを獲得した。その後にセリエBのブレシアに移籍し、そこで現役生活を終えた。

### 代表
イタリア代表の一員として1954年のFIFAワールドカップスイス大会に参戦。グループステージの全2試合ではジョルジョ・ゲッツィがGKを務めたが、続く決勝トーナメント進出をかけたプレーオフのスイス代表戦では代わってヴィオーラがゴールマウスを守った。この試合がイタリア代表としてのデビュー戦であったが、1-4の敗北を喫し大会を終えることとなった。

### 現役引退後
2008年7月7日、82歳で死去した。

## タイトル
ユヴェントス
- セリエA：1949-50, 1951-52, 1957-58